# Estero El Cobre
El estero El Cobre es un curso natural de agua que fluye en la Región de Valparaíso para desembocar en la ribera norte del río Aconcagua.

## Trayecto
El estero nace de la confluencia de los esteros El Sauce y El Gallo drenando las faldas de la cordillera El Melón inicialmente con una dirección norte para luego girar hacia el sur hasta desembocar en el río principal de la cuenca aguas abajo de la ciudad de La Calera.: 11 
Recibe por su derecha las aguas del canal El Melón y luego del estero Javiera antes de ser cruzado por la ruta 5 norte y por último recibe por su izquierda al estero El Carretón.: 33 

## Historia
En su cuenca han ocurrido varios colapsos de tranques de la mina El Soldado conocidos a menudo por el nombre tranque de relaves El Cobre.: 129 

## Población, economía y ecología
En su cuenca coexisten actividades mineras y agrícolas.